# District de Xinzhou (Wuhan)
Pour les articles homonymes, voir Xinzhou (homonymie).
Le district de Xinzhou (新洲区 ; pinyin : Xīnzhōu Qū) est une subdivision administrative de la province du Hubei en Chine. Il est placé sous la juridiction de la ville sous-provinciale de Wuhan.

## Réseau routier
La route nationale 318 (ou G318), d'une longueur de 5 476 kilomètres, qui relie Shanghai à la frontière népalaise, traverse le district.